# دميان
رواية دميان (Demian) هي للكاتب الألماني هرمان هسه، كتبها بعد الحرب العالمية الأولى 1914 – 1918 التي أثرت على نفسيته والتي كانت مفجعةً له، مما ترتب عليها لألمانيا والأسرى الألمانيين حيث على إثرهاإنضم للجماعات اللاعنف والسلام، وسافر إلى سويسرا عام 1919 وقام بإكمال كتابة روايته دميان هناك بعد ما إطلع ودرس أعمال فرويد وومن بعدها تعرض لعلاج نفسي سواء من قبل أطباء نفسيين في عيادات ودخوله لمصحات حيث أن العمق النفسي ظهر بشكل واضح في الرواية والتحليل النفسي والكلام عن اللاوعي.
حصل الكاتب على مجموعة من الجوائز ميزت مسيرته منها:
- 1906: جائزة (Bauernfeld).
- 1928: جائزة (Mejstrik) لمؤسسة شيلر في فيينا.
- 1936: جائزة جوتفريد كيللر.
- 1946: جائزة غوته.
- 1946: جائزة نوبل للآداب.
- 1947: دكتوراة فخرية من جامعة برن.
- 1950: جائزة فلهلم رابه.
- 1954: Pour le Mérite.
- 1955: Friedenspreis des Deutschen Buchhandels.[2]

## تسمية الرواية
يعود اختيار تسمية الرواية باسم دميان (Demian) من قبل هرمان هسه هو تحريف ذكي لكلمه (Daimon) والتي تعني الشيطان أو معاون الشيطان؛ وإضافة "De" الموجودة في أول كلمة دميان (Demian) في أول الكلمة قصد بها الازدواجية والثنائية بين الخير والشر، الوعي واللاوعي، لأن الرواية تسير بتدارك متتابع لأمور متطورة تباعاً لأحداث مستجده ومتقلقلة

## الشخصيات[3]
1. إميل سنكلير (Emil Sinclair)
- البطل والسارد.
- فتى يعيش صراعًا داخليًا بين عالم النور (الطفولة، البراءة) وعالم الظل (الخطايا، التمرد).
- يمثّل رحلة البحث عن الذات واكتشاف الهوية الفردية.
- يعيش تطورات فكرية وروحية ونفسية عميقة عبر مراحل الرواية

2. ماكس دميان (Max Demian)
- شخصية غامضة وكاريزمية.
- يظهر في حياة سنكلير في سن المراهقة ويؤثر عليه بشكل كبير.
- يمثل الحكمة والمعرفة والتمرد على الأعراف التقليدية.
- يدعو سنكلير لاكتشاف نفسه وتجاوز المفاهيم الدينية والاجتماعية السائدة.
- في بعض التأويلات يُعتبر دميان رمزًا أو صورة من اللاوعي لدى سنكلير نفسه.

3. فرانز كرومر (Franz Kromer)
- فتى يهدد سنكلير ويبتزه في بداية الرواية.
- يمثل عالم الظلام والذنب والخوف.
- وجوده يعكس بداية انفصال سنكلير عن عالم الطفولة البريء.

4. بياتريس (Beatrice)
- فتاة يراها سنكلير ويعجب بها من بعيد.
- لا تظهر كثيرًا، لكنها تثير في داخله مشاعر سامية وتدفعه للتأمل الفني والروحي.
- تعتبر رمزًا للمثالية والجمال.

5. بيستوريوس (Pistorius)
- عازف أرغن ومثقف يلتقيه سنكلير في مرحلة لاحقة.
- يساعده على فهم الرموز الدينية والباطنية، خاصة رمز الإله "أبراكسا".
- يمثل مرحلة من النضج الفكري لدى سنكلير، رغم أن الأخير يتجاوز أفكاره لاحقًا.

6. أم دميان (إيفا - Frau Eva)
- أم دميان، وهي شخصية روحية وعميقة.
- تمثل الأنوثة المطلقة، الحكمة، والهدوء الداخلي.
- يقع سنكلير في حبها، وتُعدّ رمزا للنضج والتكامل الروحي.

## قصة الرواية
رواية دميان تتكلم في بدايتها عن قصة فتى إميل سنكلير قليل الخبرة والمعرفة عن العالم الخارجي الخارج عن نطاق بيته حيث وقع ضحية زميل سيء الخلق في المدرسة فرانس كرومر حين ما أراد سنكلير أن يجاري خبثه فسرد عليه قصة مُختلقه من عنده يقول فيها أنه سرق حقيبة تفاح من البستان الذي بجانبهم؛ وفرانتس الخبيث استغل تلك القصة المختلقة بقصة مختلقة من عنده تقول بأن صاحب البستان قال في السابق عندما سرق بستانه بأنه سيعطي من يأتي بالسارق فرنكين! ومن هنا بدأ بابتزاز سنكلير حتى لا يقول لصاحب البستان من هو السارق.
وبعدها يظهر زميله ماكس دميان في المدرسة والذي اسم الرواية على اسمه ذو الشخصية الهادئة؛ الذكية؛ الغامضة، المتكلمة عن خبرة عميقة ودقيقة ومحللة حيث يخلص سنكلير من تجبر كرومر به؛ هنا يبدأ سنكلير بتملك أسس البحث والتبصر في الحياة بوموضوعية وشفافية وتوازن بين ما هو موجود وما هو مفروض، لأن دميان قدم له نهج التفكير «السليم» والذي كان على عكس ما كان يتبع سنكلير في السابق؛ مثلا حين ما تكلم معه في موضوع قابيل وهابيل وقدم له مجموعة من الاستنتاجات المنطقية ذات الاستدلال «السليم» مبدئياً.
بين الدراسة في المدرسة والجامعة والتعرف على شخصيات معينه في الرواية واللقاء من جديد بدميان بعد انقطاع طويل في الزمن والرواية يدرك سنكريز أن الهدف من الحياة هو المعرفة وأن لكل إنسان رسالة وهي العثور على الطريق نحو نفسه؛ أن يعرف مصيره هو لا كيف مصير غيره ويكون مخلص لنفسه؛ وغير ذلك ما هو إلا هروب وتملص وخوف

## تحليل ونقد للرواية
رواية "دميان" تُعد من أبرز الأعمال التي تغوص في أعماق النفس البشرية، وتمزج بين الأدب والفكر الفلسفي والنفسي، متأثرة بشكل واضح بأفكار فرويد ونيتشه. تنجح الرواية في تقديم رحلة داخلية عميقة لبطلها إميل سنكلير، من الطفولة المقيّدة بالخوف والطاعة، إلى وعي الذات والتحرر الداخلي.
لكن رغم عمقها الفكري، قد يجد بعض القرّاء صعوبة في تتبع خطها السردي بسبب الطابع التأملي وكثرة الرموز. كما أن بعض الشخصيات، مثل دميان وإيفا، تظهر أحيانًا كرموز أكثر منها شخصيات واقعية، مما يُضعف البعد الدرامي.
ومع ذلك، تبقى الرواية قوية من حيث الرسائل النفسية والفلسفية، خاصة في تركيزها على الهوية، الازدواجية، والبحث عن المعنى، ما يجعلها نصًا مفتوحًا للتأويل ومناسبًا للقراء الباحثين عن أدب عميق وغير تقليدي.

## اقتباسات
« لو كرهت شخصًا ما، فأنت تكره شيءًا فيه هو جزء منك ذاتك، فالذي ليس جزء من ذواتنا لا يزعجنا».
«لم أكن أريد إلا أن أعيش وفق الدوافع التي تنبع من نفسي الحقيقية، فلم كان ذلك بهذه الصعوبة.»

## روابط خارجية
- دميان على موقع الموسوعة البريطانية (الإنجليزية)